# Дейлі Сінкгравен
Дейлі Сінкгравен (нід. Daley Sinkgraven, нар. 4 липня 1995, Ассен) — нідерландський футболіст, півзахисник іспанського клубу «Лас-Пальмас».

## Клубна кар'єра
Народився 4 липня 1995 року в місті Ассен. Вихованець футбольної школи клубу «Геренвен». Дорослу футбольну кар'єру розпочав 2013 року в основній команді того ж клубу, в якій провів два сезони, взявши участь у 37 матчах чемпіонату. 
До складу клубу «Аякс» приєднався 2015 року. Відтоді встиг відіграти за команду з Амстердама 3 матчі в національному чемпіонаті.

## Виступи за збірні
У 2011 році дебютував у складі юнацької збірної Нідерландів, взяв участь у 6 іграх на юнацькому рівні.
З 2014 року залучається до складу молодіжної збірної Нідерландів. На молодіжному рівні зіграв у 5 офіційних матчах.

## Титули і досягнення
- Чемпіон Нідерландів (1):

«Аякс»: 2018-19
- Володар Кубка Нідерландів (1):

«Аякс»: 2018-19